# Asian Rugby Championship 2002
El Asian Rugby Championship  de 2002 fue la 18.ª edición del principal torneo asiático de rugby.

## Equipos participantes
- Selección de rugby de China Taipéi
- Selección de rugby de Corea del Sur
- Selección de rugby de Hong Kong (Dragones)
- Selección de rugby de Japón (Brave Blossoms)

## Posiciones
| Pos. | Equipo        | Encuentros | Encuentros | Encuentros | Encuentros | Tantos  | Tantos    | Tantos     | Puntos Totales |
| Pos. | Equipo        | jugados    | ganados    | empatados  | perdidos   | a favor | en contra | diferencia | Puntos Totales |
| ---- | ------------- | ---------- | ---------- | ---------- | ---------- | ------- | --------- | ---------- | -------------- |
| 1    | Corea del Sur | 3          | 3          | 0          | 0          | 97      | 47        | 50         | 6              |
| 2    | Japón         | 3          | 2          | 0          | 1          | 93      | 54        | 39         | 4              |
| 3    | Hong Kong     | 3          | 1          | 0          | 2          | 50      | 85        | -35        | 2              |
| 4    | China Taipéi  | 3          | 0          | 0          | 3          | 43      | 97        | -54        | 0              |

Nota: Se otorgan 2 puntos al equipo que gane un partido, 1 al que empate y 0 al que pierda

## Resultados
| 17 de noviembre | Corea del Sur | 35 - 10 | China Taipéi |  |  |

| 17 de noviembre | Hong Kong | 15 - 29 | Japón |  |  |

| 20 de noviembre | Japón | 44 - 17 | China Taipéi |  |  |

| 20 de noviembre | Hong Kong | 17 - 40 | Corea del Sur |  |  |

| 23 de noviembre | Hong Kong | 18 - 16 | China Taipéi |  |  |

| 23 de noviembre | Corea del Sur | 22 - 20 | Japón |  |  |

| Bandera de Corea del Sur |
| Campeón Corea del Sur    |
| Quinto título            |